# Полет 2193 на „Пегасус Еърлайнс“
Полет 2193 на „Пегасус Еърлайнс“ е редовен вътрешен пътнически полет от летище „Аднан Мендерес Измир“, Измир, до международното летище „Сабиха Гьокчен Истанбул“, Пендик, Истанбул, Турция, управляван от „Пегасус Еърлайнс“. На 5 февруари 2020 г. самолетът „Боинг 737 Некст Дженерейшън-86J“, който изпълнява полета, излиза от пистата при кацане в Истанбул в условия на дъжд и силен попътен вятър. В инцидента са ранени 179 души, докато други трима губят живота си. По време на инцидента през района преминава гръмотевична буря със силни пориви на вятъра. това е първият фатален инцидент в историята на авиокомпанията и вторият подобен, след като месец преди това друг „Боинг 737“ се подхлъзва и също излиза от пистата.
На 26 декември 2020 г. окончателният доклад за инцидента, вместо да бъде публикуван, е споделен между длъжностни лица поради факта, че турската комисия за разследване на инциденти не функционира. В окончателния доклад се посочва, че катастрофата е причинена от пилотска грешка и грешка в контрола на въздушното движение, утежнени от „срязване“ на вятъра при кацане. Пилотите са виновни, защото не успяват да избегнат ситуацията, а диспечерът е обвинен, че не предоставя на пилотите достатъчно информация за времето.